# A Comore-szigetek a 2013-as úszó-világbajnokságon
A Comore-szigetek egy úszóval vett részt a 2013-as úszó-világbajnokságon, aki két versenyszámban indult.

## Úszás
Női
| Versenyző                  | Verseny                | Selejtező | Selejtező | Elődöntő          | Elődöntő          | Döntő             | Döntő             |
| Versenyző                  | Verseny                | Idő       | Helyezés  | Idő               | Helyezés          | Idő               | Helyezés          |
| -------------------------- | ---------------------- | --------- | --------- | ----------------- | ----------------- | ----------------- | ----------------- |
| Nazlati Mohamed Andhumdine | 50 méteres gyorsúszás  | 38.45     | 82.       | Nem jutott tovább | Nem jutott tovább | Nem jutott tovább | Nem jutott tovább |
| Nazlati Mohamed Andhumdine | 100 méteres gyorsúszás | 1:33.88   | 73.       | Nem jutott tovább | Nem jutott tovább | Nem jutott tovább | Nem jutott tovább |